# Юляярви (озеро, Суоярвский район)
Юляярви (или Илиярви) (фин. Yläjärvi) (рус. Озеро Верхнее) — озеро, находящееся недалеко от границы с Финляндией в России, в Суоярвском районе Карелии, относится к бассейну Ладожского озера.
Во время Великой Отечественной возле озера находился аэродром «подскока» — для заправки горючим советских самолетов, которые могли бы отсюда разбомбить базу фашистских подводных лодок, скрывавшихся в одном из северных фиордов Норвегии вблизи Киркенеса.

## Данные водного реестра
Код водного объекта — 01040100111102000016580.